# ササゲ
ササゲ（大角豆、豇豆、学名：Vigna unguiculata、英: Black-eyed pea）はササゲ属の一年草。アフリカ中部原産。主に旧世界の温暖な地方で栽培される。樹木の形状は低木であり、直立ないし匍匐する。つる性の種類とつるなしの種類とがある。枝を張ったり、からみついたりと、成育の特性は多彩。ササギとも呼ばれる。

## 特徴
語源は、莢が上を向いてつき物をささげる手つきに似ているからという説、莢を牙に見立てて「細々牙」と言ったという説、豆の端が少々角張っていることからついたという説など諸説ある。
藤色、紫、ピンクなど様々な色の花をつける。花の形は蝶形花である。
穀物用種は、さやが10-30センチメートルで固く、豆は1センチメートル程度の腎臓形で、良く知られる日本で一般的な赤褐色の他に、白・黒・淡褐色・紫色など様々な色をもつ。白い豆には一部に色素が集中して黒い目のような姿になるため、ブラック・アイ・ピー（黒目豆）と呼ばれる。つる性種は草丈が2 - 4メートルになるのに対し、つるなし種の草丈は30 - 40センチメートル。ナガササゲと呼ばれる品種は1メートルに達する。耐寒性は低いが、反面暑さには非常に強い。
ササゲの子実はカメムシ類によって食害される。他方で、莢の柄の基部付近には蜜が出る部位があり、この花外蜜腺がアリを呼び寄せる。そのうち大型のクロヤマアリが近くにいるカメムシを攻撃し、結果としてカメムシを追い払ってササゲの実を守ることが確かめられている。

## 歴史
日本では、平安時代に「大角豆」として記録が残されている。江戸時代の『農業全書』には「豇豆」という名前で多くの品種や栽培法の記述がある。
また、江戸の武士の間では赤飯に小豆の代わりに使われるようになった。小豆は水に浸して戻すための浸漬時間を長くするほど加熱中に割れる「胴切れ」が起きやすくなる。そのため、関東地方などでは、小豆は「切腹に通じる」として武家では忌避され、皮が破れにくく煮崩れしにくいササゲを用いる地域がある。

## ササゲを用いた料理
莢が膨らみ始めた頃の若い実を皮ごと適当に切り豚肉・人参等と共に炒め醬油で味付ける。また、味噌汁の具や煮た莢を胡麻和え等にもする。南アメリカでは繁栄と幸運を呼ぶ食物と考えられ、正月に食べる風習がある。
- ホッピン・ジョン
- 加熱したササゲを冷却し、微塵切りにしたニンニクやビネグレットソースを添えたテキサスキャビアと呼ばれる料理がある。他、豚肉、米、タマネギなどと併せて煮る。
- 赤飯 - 小豆は煮ると皮が破れやすく、「腹切れする豆は切腹に通じる」ため武士にとって縁起が悪いという理由で、煮ても皮が破れにくいササゲが関東で多く使用されている。市販のパック赤飯には、ササゲの代わりに小豆を用いている物品もある。
- ささげ餅
- とびつき団子 - 福井県の郷土料理で、団子にササゲ大豆をまぶしたもの[8]。

## 下位分類
以下の4亜種または品種群が栽培されている。
Vigna unguiculata subsp. unguiculata(Southern pea, Black-eyed pea)
ササゲ。黒目豆と呼ばれる品種はクリーム色地に黒の大きな斑紋を一つ持つ。ベトナムではデザートの材料になる。インドから中東にかけても栽培されている。アメリカ南部や西インド諸島には、西アフリカからの奴隷によってもたらされ、ソウルフード等、主にアフリカ系の人々の伝統料理に用いられる。
V. u. subsp. cylindrica (Catjang)
ハタササゲ、ヤッコササゲ。旧世界の熱帯で食用とされる他、アメリカ合衆国では飼料作物として栽培される。
V. u. subsp. dekindtiana
ササゲの祖先野生種とされる。
V. u. subsp. sesquipedalis (Yardlong bean)
ジュウロクササゲ。長く生長するさやを野菜として利用する。東南アジアと日本の一部で食用にされる。

## 画像

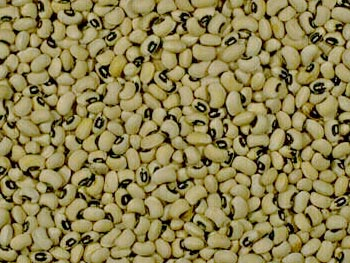
黒目豆
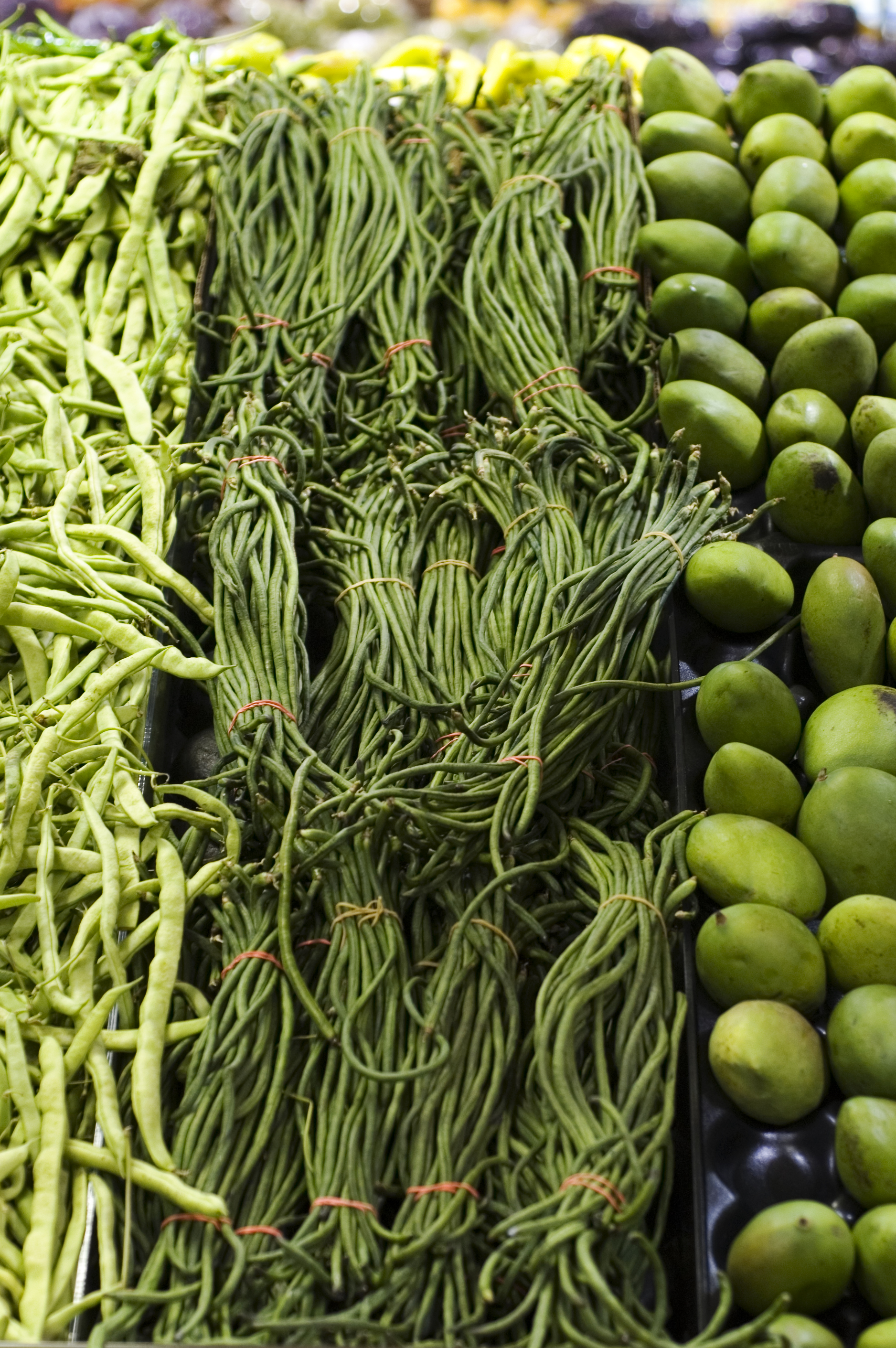
ジュウロクササゲ